# K.M.A. Speedway
Der K.M.A. Speedway war  eine seit 2004 geschlossene Motorsport-Rennstrecke bei Whitehorse im Territorium Yukon in Kanada. Das am Alaska Highway gelegene Dirttrack-Oval war zum Zeitpunkt seines Bestehens die nördlichste Rennstrecke Kanadas.

## Geschichte
Die Strecke beherbergte von 1969 bis 1989 lokale Clubveranstaltungen der Klondike Auto Racing Association (K.A.R.A.) sowie von 1993 bis 2004 Veranstaltungen der Klondike Motorsport Association (K.M.A.).

## Streckenbeschreibung
Die Strecke war ein ⅜ Meilen langer Dirttrack mit einem verfestigten Kiesbelag.